# Tour of Almaty 2013
Die 1. Tour of Almaty fand am 6. Oktober 2013 in der kasachischen Metropole Almaty statt. Das Eintagesrennen war Teil der UCI Asia Tour 2014, in der er es das erste Rennen der Saison war, in der Kategorie 1.2. Die ersten acht Fahrer erhielten Punkte für die Rangliste der Asia-Tour. Die Tour of Almaty 2013 war das erste internationale Radrennen in Kasachstan überhaupt.
Den Sieg bei der ersten Auflage des Wettbewerbs sicherte sich der Einheimische Maxim Iglinski, der als Teil einer Nationalmannschaft gestartet war. Dreißig Sekunden hinter ihm gewann der Italiener Sonny Colbrelli (Bardiani Valvole-CSF Inox) den Sprint des Verfolgerfeldes vor Iglinskis Teamkollegen Ruslan Tleubajew.

## Teilnehmer
Am Start standen drei Professional Continental- und zwölf Continental Teams. Hinzu kamen noch drei Nationalmannschaften, das Global Cycling Team aus den Niederlanden sowie Club Vino4-Ever, eine Auswahl von jungen kasachischen Fahrern, deren Name an den ehemaligen Profi und Olympiasieger Alexander Winokurow angelehnt war. Im kasachischen Nationalteam fuhren einige der einheimischen UCI-WorldTour-Profis, vorwiegend vom Astana Pro Team, deren eigentliche Mannschaften zu diesem Wettbewerb nicht startberechtigt waren. ARBÖ Gebrüder Weiss-Oberndorfer aus Österreich war das einzige teilnehmende deutschsprachige Team. Mit Christoph Schweizer (Synergy Baku Cycling Project) und Benjamin Edmüller (ARBÖ-Oberndorfer) waren auch zwei Fahrer aus Deutschland am Start.
| Professional Continental Teams Bardiani Valvole-CSF Inox Team Novo Nordisk CCC Polsat Polkowice 0 | Continental Teams ARBÖ Gebrüder Weiss-Oberndorfer ISD Continental Team Kolss Cycling Team Rietumu-Delfin CCN Cycling Team Alpha Baltic-Unitymarathons.com | 0 La Pomme Marseille Polygon Sweet Nice Synergy Baku Project Itera-Katusha Ayandeh Continental Team Continental Team Astana | Nationalmannschaften Usbekistan Kasachstan Moldau Sonstige Global Cycling Team Club Vino 4-Ever |

## Ergebnis
|    | Fahrer               | Nation     | Team                      | Zeit         | Punkte Asia Tour |
| -- | -------------------- | ---------- | ------------------------- | ------------ | ---------------- |
| 1. | Maxim Iglinski       | Kasachstan | Nationalmannschaft        | 3:23:01 h    | -                |
| 2. | Sonny Colbrelli      | Italien    | Bardiani Valvole-CSF Inox | + 0:30 min   | 40               |
| 3. | Ruslan Tleubajew     | Kasachstan | Nationalmannschaft        | gleiche Zeit | 30               |
| 4. | Baqtijar Qoschatajew | Kasachstan | Continental Team Astana   | gleiche Zeit | 16               |
| 5. | Andris Smirnovs      | Lettland   | Rietumu-Delfin            | gleiche Zeit | 12               |
| 6. | Mychajlo Kononenko   | Ukraine    | Kolss Cycling Team        | gleiche Zeit | 10               |
| 7. | Dmitri Grusdew       | Kasachstan | Nationalmannschaft        | gleiche Zeit | 8                |
| 8. | Dmytryj Krywzow      | Ukraine    | ISD Continental Team      | gleiche Zeit | 6                |
| 9. | Schandos Bischigitow | Kasachstan | Continental Team Astana   | gleiche Zeit | 3                |